# Равкин, Захар Ильич
Заха́р Ильи́ч Ра́вкин (1918—2004) — советский и российский педагог, профессор. Академик Российской академии образования.
Заслуженный деятель науки РСФСР (1978). С 23 мая 1985 года — член-корреспондент АПН СССР, с 7 апреля 1993 года — член-корреспондент РАО, с 20 апреля 2000 года — действительный член РАО.

## Биография
Родился 13 июля 1918 года в Ростове-на-Дону в семье врачей. В 1935 году поступил в московский ИФЛИ, где проучился до 1937 года. После окончания в 1941 году исторического факультета Узбекского университета в Самарканде, не призванный в армию по состоянию здоровья, преподавал в школах историю и литературу, работал методистом. В 1944 году Равкин в числе первого набора поступил в аспирантуру АПН РСФСР. Его научным руководителем стал Н. А. Константинов. В 1947 году защитил кандидатскую диссертацию и сразу был принят старшим научным сотрудником Института теории и истории педагогики. В 1949 году появилась его монография «Советская школа в годы перехода на мирную работу по восстановлению народного хозяйства». В 1951 году был вынужден переехать в Йошкар-Олу, где стал заведовать кафедрой педагогики и психологии Марийского пединститута. За тридцатилетний период работы в нём он выпустил ряд книг: «Хрестоматия по педагогике для педагогических вузов» (1976), пособие для студентов «Всё начинается с учителя» (1983), «Очерки по истории советской школы и педагогики»; ряд книг по проблемам педагогического стимулирования. В работах Равкина этого периода была реализована новая для педагогических исследований историографическая концепция; заметным явлением стала книга, вышедшая в 1959 году под редакцией З. И. Равкина «Воспитание детей в семье», за которой последовал ряд других: «Будущее вашего ребёнка» (1962), «Воспитание в процессе обучения» (1965). В 1966 году Равкин защитил докторскую диссертацию «Основные проблемы развития теории и практики общеобразовательной школы РСФСР (1917—1930 гг». В 1981 году вернулся в Москву, — в Институт общей педагогики АПН СССР (ныне Институт теории и истории педагогики РАО). В 1992 году он возглавил группу методологии историко-педагогических исследований, которая позже стала новым научным подразделением в структуре Института. В 1994 году вышел, написанный в соавторстве с В. Г. Пряниковой, учебник-справочник «История образования и педагогической мысли». В годы перестройки он не «перестроил» своих взглядов в угоду новой моде, принципиальная позиция З. И. Равкина в оценках исторических процессов XIX—XX веков осталась прежней: в монографии 1999 года («Педагогика Царскосельского Лицея пушкинской поры (1811—1817 гг.)», он не пересмотрел своих взглядов на Аракчеева и Сперанского, Карамзина и Жозефа де Местра, называя реакционными те же явления, которые он называл таковыми и тридцать лет назад. Равкиным была подготовлена монография «В. В. Розанов — философ, писатель, педагог. Жизнь и творчество» (2002).
был награждён орденом «Знак Почёта» и медалью К. Д. Ушинского.
Скончался 10 января 2004 года, похоронен в Йошкар-Оле на Туруновском кладбище.

## Научная деятельность
Ревкиным «была обоснована новая историческая концепция развития отечественного историко-педагогического процесса, пришедшая на смену существовавшей ранее. Её характерными чертами являлись: взвешенный объективный характер освещения стержневых аспектов исследуемого историко-педагогического процесса; актуализация позитивного ретроспективного опыта, его рассмотрение сквозь призму современных проблем; акцентирование внимания на гуманистических основах становления педагогики». Автор около 300 научных работ; под его научным руководством защищены 15 докторских и 60 кандидатских диссертаций.